# Motor Fiat Pratola Serra
Los motores modulares Fiat Pratola Serra (también conocidos como motores de la familia B para los de 4 cilindros y motores de la familia C para los de 5 cilindros) son una familia de motores producida por el Grupo Fiat desde 1994 y utilizada en vehículos Fiat, Alfa Romeo, Lancia y Jeep. Reciben su nombre del municipio de Pratola Serra donde se producen.

## Descripción general
La familia de motores 'Pratola Serra' se desarrolló a principios de la década de 1990 para sustituir a la serie anterior de bloques bicilíndricos de Fiat y Alfa Romeo y crear una arquitectura modular con la que cubrir las necesidades de casi toda la producción, al tiempo que se contenían los costes.
Se trataba de una familia muy amplia, que incluía unidades de cuatro y cinco cilindros, contando los diésel de 1,9 y 2,4 litros que más tarde evolucionaron hasta convertirse en los famosos Multijet. En cuanto a las versiones de gasolina, había una larga serie de ellos con cilindradas que iban de los 1,4 a los 2,4 litros, aunque los más potentes no eran los de mayor cubicaje. 
Esta nueva familia de motores debutó con el Lancia Kappa y fue diseñada para permitir la producción de diferentes unidades, tanto diésel como gasolina, en diversas cilindradas y configuraciones, a la vez que reduce los costes de desarrollo y producción gracias a su arquitectura modular.
Versiones de cinco cilindros lanzadas:
| Cilindrada                       | Carrera                              | Ciclo  | Nota                                                                                             |
| -------------------------------- | ------------------------------------ | ------ | ------------------------------------------------------------------------------------------------ |
| 1998 centímetros cúbicos (2 L)   | 82 x 75,65 milímetros (3,2 x 3 plg)  | Otto   | Aspiración natural, VVT                                                                          |
| 2446 centímetros cúbicos (2,4 L) | 83 x 90,4 milímetros (3,3 x 3,6 plg) | Otto   | Aspiración natural, distribución variable de válvulas, colector de admisión de longitud variable |
| 2387 centímetros cúbicos (2,4 L) | 82 x 90,4 milímetros (3,2 x 3,6 plg) | Diesel | Turboalimentado                                                                                  |

## Especificaciones
En Brasil, los motores de gasolina de 5 cilindros equiparon las líneas sedán y familiar (Marea Weekend) del Fiat Marea entre 1998 y 2006, incluyendo un 2.0 20V con VVT desactivado (125 CV) para una tributación más baja, 2.0 20V VVT (140 CV), 2.4 20V con VVT y VIS (157 CV) y un 2.0 20V turboalimentado (180 CV), desafinada de la versión de 220 CV de Fiat Coupé. Una versión ligeramente actualizada del 2.4 20V también se utilizó en el Stilo Abarth con 165 CV. 

## Bloques de motor
| Cilindrada                       | Carrera                                | Cilindros | Ciclo  | Bloque                                                           |
| -------------------------------- | -------------------------------------- | --------- | ------ | ---------------------------------------------------------------- |
| 1370 centímetros cúbicos (1,4 L) | 82 x 64,87 milímetros (3,2 x 2,6 plg)  | 4         | Otto   | Hierro fundido                                                   |
| 1598 centímetros cúbicos (1,6 L) | 82 x 75,65 milímetros (3,2 x 3 plg)    | 4         | Otto   | Hierro fundido                                                   |
| 1742 centímetros cúbicos (1,7 L) | 83 x 80,5 milímetros (3,3 x 3,2 plg)   | 4         | Otto   | Unidades antiguas: Hierro fundido Unidades posteriores: Aluminio |
| 1747 centímetros cúbicos (1,7 L) | 82 x 82,7 milímetros (3,2 x 3,3 plg)   | 4         | Otto   | Hierro fundido                                                   |
| 1970 centímetros cúbicos (2 L)   | 83 x 91 milímetros (3,3 x 3,6 plg)     | 4         | Otto   | Hierro fundido                                                   |
| 1598 centímetros cúbicos (1,6 L) | 79,5 x 80,5 milímetros (3,1 x 3,2 plg) | 4         | Diesel | Hierro fundido                                                   |
| 1910 centímetros cúbicos (1,9 L) | 82 x 90,4 milímetros (3,2 x 3,6 plg)   | 4         | Diesel | Hierro fundido                                                   |
| 1956 centímetros cúbicos (2 L)   | 83 x 90,4 milímetros (3,3 x 3,6 plg)   | 4         | Diesel | Hierro fundido                                                   |
| 1998 centímetros cúbicos (2 L)   | 82 x 75,65 milímetros (3,2 x 3 plg)    | 5         | Otto   | Hierro fundido                                                   |
| 2143 centímetros cúbicos (2,1 L) | 83 x 99 milímetros (3,3 x 3,9 plg)     | 4         | Diesel | Aluminio                                                         |
| 2184 centímetros cúbicos (2,2 L) | 83,8 x 99 milímetros (3,3 x 3,9 plg)   | 4         | Diesel | Hierro fundido                                                   |
| 2446 centímetros cúbicos (2,4 L) | 83 x 90,4 milímetros (3,3 x 3,6 plg)   | 5         | Otto   | Hierro fundido                                                   |
| 2387 centímetros cúbicos (2,4 L) | 82 x 90,4 milímetros (3,2 x 3,6 plg)   | 5         | Diesel | Hierro fundido                                                   |

## Producción actual
| Cilindrada                       | Carrera                                | Cilindros | Ciclo  | Configuración | Potencia                |
| -------------------------------- | -------------------------------------- | --------- | ------ | --- | ----------------------- |
| 1742 centímetros cúbicos (1,7 L) | 83 x 80,5 milímetros (3,3 x 3,2 plg)   | 4         | Otto   | DOHC de 16 V, VVT dual, turboalimentado, inyección directa de gasolina, bloque de aluminio en versiones posteriores | 240 caballos (243 CV)   |
| 1598 centímetros cúbicos (1,6 L) | 79,5 x 80,5 milímetros (3,1 x 3,2 plg) | 4         | Diesel | DOHC de 16 V, turboalimentado, inyección common-rail Multijet II                                                    | 105–120 CV (78–89 kW)   |
| 1956 centímetros cúbicos (2 L)   | 83 x 90,4 milímetros (3,3 x 3,6 plg)   | 4         | Diesel | DOHC de 16 V, turboalimentado, inyección common-rail Multijet II                                                    | 135–170 CV (101–127 kW) |
| 2143 centímetros cúbicos (2,1 L) | 83 x 99 milímetros (3,3 x 3,9 plg)     | 4         | Diesel | DOHC de 16 V, turboalimentado, inyección common-rail Multijet II, bloque de aluminio                                | 135–210 CV (101–157 kW) |
| 2184 centímetros cúbicos (2,2 L) | 83,8 x 99 milímetros (3,3 x 3,9 plg)   | 4         | Diesel | DOHC de 16 V, turboalimentado, inyección common-rail Multijet II                                                    | 185–200 CV (138–149 kW) |

## Fiat
| Cilindrada en gasolina           | Tipo                                        | Vehículos                                                                                                 |
| -------------------------------- | ------------------------------------------- | --- |
| 1370 centímetros cúbicos (1,4 L) | 1.4 12V                                     | Bravo I, Brava, Marea                                                                                     |
| 1747 centímetros cúbicos (1,7 L) | 1.8 16V 115 caballos de vapor (85 kW)       | Bravo I, Brava, Marea                                                                                     |
| 1747 centímetros cúbicos (1,7 L) | 1.8 16V 131 caballos de vapor (96 kW) VFD   | Punto II HGT, Barchetta, Coupé, Stilo, Brava HGT (Sudamérica)                                             |
| 1998 centímetros cúbicos (2 L)   | 2.0 20V 125 to 155 PS (92 to 114 kW)        | Bravo I, Marea, Coupé                                                                                     |
| 1998 centímetros cúbicos (2 L)   | 2.0 20V Turbo 180 to 220 PS (132 to 162 kW) | Marea (Sudamérica), Coupé                                                                                 |
| 2446 centímetros cúbicos (2,4 L) | 2.4 20V 157 to 165 PS (115 to 121 kW)       | Marea (Sudamérica), Stilo Abarth                                                                          |
| Cilindrada en diésel             | Tipo                                        | Vehículos                                                                                                 |
| 1598 centímetros cúbicos (1,6 L) | 1.6 Multijet/Multijet II 16V                | Grande Punto, Bravo II, Doblò, Linea, 500L, 500X, Tipo                                                    |
| 1910 centímetros cúbicos (1,9 L) | 1.9 D/TD/JTD/Multijet 8V/16V                | Bravo I, Brava, Marea, Multipla, Palio, Strada, Punto, Stilo, Doblò, Idea, Grande Punto, Sedici, Bravo II |
| 1956 centímetros cúbicos (2 L)   | 2.0 Multijet/Multijet II 16V                | Bravo II, Sedici, Freemont, Doblò, Ducato                                                                 |
| 2.2 L (2,184 cc)                 | 2.2 Multijet III 16V                        | Ducato |
| 2387 centímetros cúbicos (2,4 L) | 2.4 TD/JTD/Multijet 10V/20V                 | Marea, Croma                                                                                              |

## Lancia
| Cilindrada en gasolina           | Tipo                                      | Vehículos                          |
| -------------------------------- | ----------------------------------------- | ---------------------------------- |
| 1370 centímetros cúbicos (1,4 L) | 1.4 12V                                   | Ypsilon                            |
| 1742 centímetros cúbicos (1,7 L) | 1.8 Di T-Jet 16V                          | Delta III                          |
| 1747 centímetros cúbicos (1,7 L) | 1.8 16V 131 caballos de vapor (96 kW) VFD | Dedra, Delta II, Lybra             |
| 1998 centímetros cúbicos (2 L)   | 2.0 20V                                   | Kappa, Lybra, Thesis               |
| 2446 centímetros cúbicos (2,4 L) | 2.4 20V                                   | Kappa, Lybra (Protecta), Thesis    |
| Cilindrada en diésel             | Tipo                                      | Vehículos                          |
| 1598 centímetros cúbicos (1,6 L) | 1.6 Multijet 16V                          | Musa, Delta III                    |
| 1910 centímetros cúbicos (1,9 L) | 1.9 JTD/Multijet 8V/16V                   | Lybra, Musa, Delta III (twinturbo) |
| 1956 centímetros cúbicos (2 L)   | 2.0 Multijet 16V                          | Delta III                          |
| 2387 centímetros cúbicos (2,4 L) | 2.4 TD/JTD/Multijet 10V/20V               | Kappa, Lybra, Thesis               |

## Alfa Romeo
| Cilindrada en gasolina           | Tipo                                         | Vehículos                                 |
| -------------------------------- | -------------------------------------------- | ----------------------------------------- |
| 1370 centímetros cúbicos (1,4 L) | 1.4 Twin Spark 16V                           | 145, 146                                  |
| 1598 centímetros cúbicos (1,6 L) | 1.6 Twin Spark 16V Eco 105 caballos (106 CV) | 147                                       |
| 1598 centímetros cúbicos (1,6 L) | 1.6 Twin Spark 16V 120 caballos (122 CV)     | 155, 145, 146, 156, 147                   |
| 1742 centímetros cúbicos (1,7 L) | 1750 TBi                                     | 159, 4C, Giulietta, Brera, Nuova Spider   |
| 1747 centímetros cúbicos (1,7 L) | 1.8 Twin Spark 16V                           | 155, 145, 146, GTV, Spider, 156, GT       |
| 1970 centímetros cúbicos (2 L)   | 2.0 Twin Spark 16V                           | 155, 145, 146, GTV, Spider, 156, 166, 147 |
| 1970 centímetros cúbicos (2 L)   | 2.0 JTS                                      | GTV, Spider, 156, GT                      |
| Cilindrada en diésel             | Tipo                                         | Vehículos                                 |
| 1598 centímetros cúbicos (1,6 L) | 1.6 JTDm/JTDm2 16V                           | Mito, Giulietta                           |
| 1910 centímetros cúbicos (1,9 L) | 1.9 JTD/JTDm 8V/16V                          | 145, 146, 156, 147, GT, 159               |
| 1956 centímetros cúbicos (2 L)   | 2.0 JTDm/JTDm2 16V                           | 159, Brera, Spider, Giulietta             |
| 2143 centímetros cúbicos (2,1 L) | 2.2 JTDm2 16V                                | Giulia, Stelvio                           |
| 2387 centímetros cúbicos (2,4 L) | 2.4 JTD/JTDm 10V/20V                         | 166, 156, 159, Brera, Nuova Spider        |

## Jeep
| Cilindrada en diésel             | Tipo                | Vehículos                    |
| -------------------------------- | ------------------- | ---------------------------- |
| 1598 centímetros cúbicos (1,6 L) | 1.6 Multijet II 16V | Renegade (BU)                |
| 1956 centímetros cúbicos (2 L)   | 2.0 Multijet 16V    | Cherokee (KL), Renegade (BU) |
| 2143 centímetros cúbicos (2,1 L) | 2.2 Multijet II 16V | Wrangler (JL)                |
| 2184 centímetros cúbicos (2,2 L) | 2.2 Multijet II 16V | Cherokee (KL)                |

## Aplicado en otros fabricantes
| Cilindrada en gasolina           | Tipo            | Vehículos                                                       |
| -------------------------------- | --------------- | --------------------------------------------------------------- |
| 1598 centímetros cúbicos (1,6 L) | 1.6 16V DCVVT   | Trumpchi GA3/GA3S, Trumpchi GA5, Trumpchi GA6                   |
| 1747 centímetros cúbicos (1,7 L) | 1.8 16V DCVVT   | Trumpchi GA5, Trumpchi GA6, Trumpchi GS5 Super                  |
| 1970 centímetros cúbicos (2 L)   | 2.0 16V DCVVT   | Trumpchi GA5, Trumpchi GS5 Super                                |
| Cilindrada en diésel             | Type            | Vehículos                                                       |
| 1598 centímetros cúbicos (1,6 L) | 1.6 Common Rail | Opel Combo D                                                    |
| 1910 centímetros cúbicos (1,9 L) | 1.9 Common Rail | Opel Zafira, Saab 9-3, Cadillac BLS                             |
| 1956 centímetros cúbicos (2 L)   | 2.0 Common Rail | Opel Astra, Opel Insignia, MG Hector, Tata Harrier, Tata Safari |